# Vienna Open 2024
Il Vienna Open 2024, ufficialmente Erste Bank Open per motivi di sponsorizzazione, è stato un torneo di tennis giocato sul cemento indoor. È stata la 50ª edizione del torneo e faceva parte dell'ATP Tour 500 nell'ambito dell'ATP Tour 2024. Gli incontri si sono disputati alla Wiener Stadthalle di Vienna, in Austria, dal 21 al 27 ottobre 2024.

## Partecipanti al singolare

### Teste di serie
| Nazionalità | Giocatore        | Ranking | Testa di serie* |
| ----------- | ---------------- | ------- | --------------- |
| Germania    | Alexander Zverev | 3       | 1               |
| Australia   | Alex de Minaur   | 9       | 2               |
| Bulgaria    | Grigor Dimitrov  | 10      | 3               |
| Stati Uniti | Tommy Paul       | 13      | 4               |
| Stati Uniti | Frances Tiafoe   | 15      | 5               |
| Italia      | Lorenzo Musetti  | 18      | 6               |
| Regno Unito | Jack Draper      | 19      | 7               |
| Australia   | Alexei Popyrin   | 24      | 8               |

* Ranking al 14 ottobre 2024.

#### Altri partecipanti
I seguenti giocatori hanno ricevuto una wildcard per il tabellone principale:
- Kei Nishikori
- Joel Schwärzler
- Dominic Thiem

I seguenti giocatori sono entrati nel tabellone principale passando dalle qualificazioni:

- Jakub Menšík
- Márton Fucsovics
- Quentin Halys
- Thiago Seyboth Wild

#### Ritiri
Prima del torneo
- Taylor Fritz → sostituito da  Marcos Giron
- Sebastian Korda → sostituito da  Gaël Monfils
- Daniil Medvedev → sostituito da  Alex Michelsen
- Jordan Thompson → sostituito da  Fábián Marozsán

## Partecipanti al doppio

### Teste di serie
| Nazione     | Giocatore         | Nazione     | Giocatore       | Ranking* | Testa di serie |
| ----------- | ----------------- | ----------- | --------------- | -------- | -------------- |
| El Salvador | Marcelo Arévalo   | Croazia     | Mate Pavić      | 7        | 1              |
| India       | Rohan Bopanna     | Australia   | Matthew Ebden   | 15       | 2              |
| Finlandia   | Harri Heliövaara  | Regno Unito | Henry Patten    | 35       | 3              |
| Stati Uniti | Nathaniel Lammons | Stati Uniti | Jackson Withrow | 40       | 4              |

* Ranking al 14 ottobre 2024.

### Altri partecipanti
Le seguenti coppie di giocatori hanno ricevuto una wildcard per il tabellone principale:
- Alexander Erler /  Lucas Miedler
- Robin Haase /  Alexander Zverev

La seguente coppia di giocatori è passata dalle qualificazioni:
- Lukáš Klein /  Jozef Kovalík

## Punti
| Evento    | V   | F   | SF  | QF  | 2T   | 1T | Q  | Q2 | Q1 |
| Singolare | 500 | 330 | 200 | 100 | 50   | 0  | 25 | 13 | 0  |
| Doppio    | 500 | 300 | 180 | 90  | N.D. | 0  | 45 | 25 | 0  |

## Montepremi
| Evento    | V         | F         | SF        | QF       | 2T       | 1T       | Q2      | Q1      |
| Singolare | 461 920 € | 248 540 € | 132 470 € | 67 680 € | 36 130 € | 19 270 € | 9 875 € | 5 540 € |
| Doppio    | 151 740 € | 80 930 €  | 40 950 €  | 20 470 € | N.D.     | 10 600 € | N.D.    | N.D.    |

*per team

## Campioni

### Singolare
Jack Draper ha sconfitto in finale  Karen Chačanov con il punteggio di 6-4, 7-5.
• È il secondo titolo in carriera e in stagione per Draper.

### Doppio
Alexander Erler /  Lucas Miedler hanno sconfitto in finale  Neal Skupski /  Michael Venus con il punteggio di 4-6, 6-3, [10-1].